# Wit-Rusland op de Olympische Spelen
Wit-Rusland is een van de landen die deelneemt aan de Olympische Spelen. Wit-Rusland debuteerde in 1994 op de Winterspelen. Twee jaar later, in 1996, kwam het voor het eerst uit op de Zomerspelen.
Tot 1991 was het land als de SSR Wit-Rusland onderdeel van de Sovjet-Unie en namen de Wit-Russen (eventueel) deel als lid van het Sovjetteam. In 1992 werd er zowel op de Winter- als Zomerspelen deelgenomen met het Gezamenlijk team op de Olympische Spelen.
In 2022 nam Wit-Rusland voor de achtste keer deel aan de Winterspelen, Tokio 2020 was de zevende deelname aan de Zomerspelen. Het is een van de 44 landen die zowel op de Winter- als de Zomerspelen een medaille behaalde.
In de Olympische Zomerspelen van 2024 kon Wit-Rusland geen atleten onder eigen vlag afvaardigen vanwege de Wit-Russische betrokkenheid bij de Russische invasie van Oekraïne sinds 2022. 

## Medailles en deelnames
Er werden 105 medailles gewonnen, waarvan twintig (8-7-5) bij de Winterspelen en 85 (13-30-42) bij de Zomerspelen.
Dit is exclusief de medailles die tien Wit-Russen werden ontnomen, onder hen discuswerpster Nadzeva Ostapchuk die dit tweemaal overkwam (2008, 2012).

### Overzicht
De tabel geeft een overzicht van de jaren waarin werd deelgenomen, het aantal gewonnen medailles en de eventuele plaats in het medailleklassement.
| Zomerspelen | Zomerspelen | Zomerspelen | Zomerspelen | Zomerspelen | Zomerspelen |        | Winterspelen | Winterspelen | Winterspelen | Winterspelen | Winterspelen | Winterspelen |
| Jaar        | Goud        | Zilver      | Brons       | Totaal      | Rang        | Jaar   | Goud         | Zilver       | Brons        | Totaal       | Rang         |              |
| 1996        | 1           | 6           | 8           | 15          | 37          | 1994   | 0            | 2            | 0            | 2            | 15           |              |
| 2000        | 3           | 3           | 11          | 17          | 23          | 1998   | 0            | 0            | 2            | 2            | 20           |              |
| 2004        | 2           | 5           | 6           | 13          | 26          | 2002   | 0            | 0            | 1            | 1            | 23           |              |
| 2008        | 3           | 4           | 7           | 14          |             | 2006   | 0            | 1            | 0            | 1            | 21           |              |
| 2012        | 2           | 5           | 3           | 10          |             | 2010   | 1            | 1            | 1            | 3            | 17           |              |
| 2016        | 1           | 4           | 4           | 9           | 40          | 2014   | 5            | 0            | 1            | 6            | 8            |              |
| 2020        | 1           | 3           | 3           | 7           | 45          | 2018   | 2            | 1            | 0            | 3            | 15           |              |
| 2024        | -           | -           | -           | -           | -           | 2022   | 0            | 2            | 0            | 2            | 24           |              |
| Totaal      | 13          | 30          | 42          | 85          |             | Totaal | 8            | 7            | 5            | 20           |              |              |
| Tot. Z+W    | 21          | 37          | 47          | 105         |             |        |              |              |              |              |              |              |

2004: van oorspronkelijk 2-6-7 aangepast naar 2-5-6
2008: van oorspronkelijk 4-5-10 aangepast naar 3-4-7
2012: van oorspronkelijk 2-5-5 aangepast naar 2-5-3

### Ontnomen medailles
| Editie | Sport         | Olympiër             | Onderdeel          | Medaille |
| ------ | ------------- | -------------------- | ------------------ | -------- |
| 2004   | Atletiek      | Ivan Tsichan         | kogelslingeren (m) | Zilver   |
| 2004   | Atletiek      | Iryna Jatsjanka      | discuswerpen (v)   | Brons    |
| 2008   | Atletiek      | Andrej Michnevitsj   | kogelstoten (m)    | Brons    |
| 2008   | Atletiek      | Aksana Mjankova      | kogelslingeren (v) | Goud     |
| 2008   | Atletiek      | Natallja Michnevitsj | kogelstoten (v)    | Zilver   |
| 2008   | Atletiek      | Nadzeva Ostapchuk    | kogelstoten (v)    | Brons    |
| 2008   | Gewichtheffen | Andrei Rybakou       | tot 85 kg (m)      | Zilver   |
| 2008   | Gewichtheffen | Nastassia Novikava   | tot 53 kg (v)      | Brons    |
| 2012   | Atletiek      | Nadzeva Ostapchuk    | kogelstoten (v)    | Goud     |
| 2012   | Gewichtheffen | Maryna Shkermankova  | tot 69 kg (v)      | Brons    |
| 2012   | Gewichtheffen | Iryna Kulesha        | tot 75 kg (v)      | Brons    |

Afghanistan · Albanië · Algerije · Amerikaans-Samoa · Amerikaanse Maagdeneilanden · Andorra · Angola · Antigua en Barbuda · Argentinië · Armenië · Aruba · Australië · Azerbeidzjan · Bahama's · Bahrein · Bangladesh · Barbados · België · Belize · Benin · Bermuda · Bhutan · Bolivia · Bosnië en Herzegovina · Botswana · Brazilië · Britse Maagdeneilanden · Brunei · Bulgarije · Burkina Faso · Burundi · Cambodja · Canada · Centraal-Afrikaanse Republiek · Chili · China · Chinees Taipei · Colombia · Comoren · Congo-Brazzaville · Congo-Kinshasa · Cookeilanden · Costa Rica · Cuba · Cyprus · Denemarken · Djibouti · Dominica · Dominicaanse Republiek · Duitsland · Ecuador · Egypte · El Salvador · Equatoriaal-Guinea · Eritrea · Estland · Ethiopië · Fiji · Filipijnen · Finland · Frankrijk · Gabon · Gambia · Georgië · Ghana · Grenada · Griekenland · Groot-Brittannië · Guam · Guatemala · Guinee · Guinee-Bissau · Guyana · Haïti · Honduras · Hongarije · Hongkong · Ierland · IJsland · India · Indonesië · Irak · Iran · Israël · Italië · Ivoorkust · Jamaica · Japan · Jemen · Jordanië · Kaaimaneilanden · Kaapverdië · Kameroen · Kazachstan · Kenia · Kirgizië · Kiribati · Koeweit · Kosovo · Kroatië · Laos · Lesotho · Letland · Libanon · Liberia · Libië · Liechtenstein · Litouwen · Luxemburg · Madagaskar · Malawi · Malediven · Maleisië · Mali · Malta · Marokko · Marshalleilanden · Mauritanië · Mauritius · Mexico · Micronesië · Moldavië · Monaco · Mongolië · Montenegro · Mozambique · Myanmar · Namibië · Nauru · Nederland · Nepal · Nicaragua · Nieuw-Zeeland · Niger · Nigeria · Noord-Korea · Noord-Macedonië · Noorwegen · Oeganda · Oekraïne · Oezbekistan · Oman · Oost-Timor · Oostenrijk · Pakistan · Palau · Palestina · Panama · Papoea-Nieuw-Guinea · Paraguay · Peru · Polen · Portugal · Puerto Rico · Qatar · Roemenië · Rusland · Rwanda · Saint Kitts en Nevis · Saint Lucia · Saint Vincent en de Grenadines · Salomonseilanden · Samoa · San Marino · Saoedi-Arabië · Sao Tomé en Principe · Senegal · Servië · Seychellen · Sierra Leone · Singapore · Slovenië · Slowakije · Somalië · Spanje · Sri Lanka · Soedan · Suriname · Swaziland · Syrië · Tadzjikistan · Tanzania · Thailand · Togo · Tonga · Trinidad en Tobago · Tsjaad · Tsjechië · Tunesië · Turkije · Turkmenistan · Tuvalu · Uruguay · Vanuatu · Venezuela · Verenigde Arabische Emiraten · Verenigde Staten · Vietnam · Wit-Rusland · Zambia · Zimbabwe · Zuid-Afrika · Zuid-Korea · Zuid-Soedan · Zweden · Zwitserland
Historische landen: Bohemen · Bondsrepubliek Duitsland · Brits-Indië · Duitse Democratische Republiek · Joegoslavië · Malaya · Nederlandse Antillen · Noord-Borneo · Noord-Jemen · Saarland · Servië en Montenegro · Sovjet-Unie · Tsjecho-Slowakije · West-Indische Federatie · Zuid-Jemen
Bijzondere deelnames: Onafhankelijke olympische atleten · Vluchtelingenteam 
 Australazië · Duits Eenheidsteam · Gemengd team · Gezamenlijk Team